# Temnothorax rufus
Temnothorax rufus  (лат.) — вид мелких по размеру муравьёв рода Temnothorax трибы Formicoxenini из подсемейства Myrmicinae семейства Formicidae. 

## Распространение
Афротропика (Кения, Kora National Park). 

## Описание
Мелкие желтовато-оранжевые муравьи (2-3 мм). Скапус длинный (достигает затылочного края головы), метанотальная бороздка отсутствует. Сложные глаза относительно крупные. Голова длиннее свой ширины (CI 79.1–79.4) с параллельными боками. Длина головы (HL) 0,65-0,66 мм; ширина головы (HW) 0,51-0,52 мм, длина скапуса усика (SL) 0,62-0,63 мм. Клипеус и брюшко гладкие и блестящие. Проподеальные шипики средней длины. Усики рабочих и самок 12-члениковые. Малочисленные семьи обитают в гнёздах, расположенных в подстилке и древесных остатках. 

## Систематика
Вид Temnothorax rufus был впервые описан в 2015 году Мэттью Пребусом (University of California, Davis, Davis, Калифорния, США). Включён вместе с видами  Temnothorax brevidentis и Temnothorax mpala в состав видовой группы Temnothorax laurae species group. Видовое название дано по признаку окраски тела.